# 默爾吉內尼鄉 (尼亞姆茨縣)
46°52′51″N 26°38′17″E / 46.8808°N 26.6381°E
默爾吉內尼鄉（羅馬尼亞語：Comuna Mărgineni, Neamț），是羅馬尼亞的鄉份，位於該國東北部，由尼亞姆茨縣負責管轄，面積60平方公里，海拔高度378米，2007年人口4,133，人口密度每平方公里69人。